# Aecio (prefecto del pretorio)
Aecio (griego: Άέτιος; fl. 419 – 425) fue un político del Imperio romano de Oriente, prefecto de la Ciudad (praefectus urbi) de Constantinopla y prefecto del pretorio de Oriente.

## Biografía
Aecio fue praefectus urbi de Constantinopla. Se tiene constancia por primera vez de estar en este cargo el 23 de febrero de 419, cuando un anciano llamado Ciríaco intentó matarlo en Santa Sofía ("la Gran Iglesia"), y de nuevo el 4 de octubre del mismo año, cuando recibió una ley conservada en el Codex Theodosianus. También recibió una ley fechada en 409, pero modificada posteriormente en 418, 420 o 422, en la que debía reducir el personal de la Gran Iglesia (se ha sugerido que esta reducción fuese la posible razón del intento de asesinato).
En 421 se construyó en Constantinopla un gran depósito de agua al aire libre llamado "cisterna de Aecio"; por lo que este Aecio podría ser el praefectus urbi, que podría estar aún en el cargo, ya que su sucesor, Florencio, aparece atestiguado por primera vez en noviembre de 422.
El 5 de mayo de 425 se promulgó una ley dirigida a él en la que se le llama prefecto del pretorio; pero no se dice claramente si era prefecto del pretorio de Oriente o de Iliria, aunque lo primero es más probable.